# Maizey
Maizey ist eine französische Gemeinde mit 159 Einwohnern (Stand 1. Januar 2022) im Département Meuse in der Region Grand Est (bis 2015 Lothringen); sie gehört zum Arrondissement Commercy und zum Gemeindeverband Sammiellois.

## Geografie
Maizey liegt rund 53 Kilometer südwestlich von Metz im Osten des Départements Meuse. Der Ort liegt knapp westlich des Regionalen Naturparks Lothringen. Weite Gebiete im Süden der Gemeinde sind bewaldet (Fôret Domaniale de la Pitancerie). Der Ort liegt zwischen dem Canal de la Meuse und der Maas. Letztere bildet teilweise die Gemeindegrenze. Die Gemeinde besteht aus dem Ort Maizey sowie wenigen Einzelgehöften.
Nachbargemeinden sind Rouvrois-sur-Meuse und Lamorville im Norden, Valbois im Nordosten, Saint-Mihiel im Südosten, Chauvoncourt im Südwesten sowie Les Paroches und Dompcevrin im Westen.

## Geschichte
Wie alle Gemeinden der Gegend litt die Gemeinde im Mittelalter unter Konflikten. Die schlimmsten Verwüstungen richteten der Hundertjährige Krieg und der Dreißigjährige Krieg an. Der Name der Gemeinde wurde bereits im Jahr 973 unter dem lateinischen Mariscum erstmals in einem Dokument erwähnt. Im Mittelalter lag die heutige Gemeinde in der Barrois non mouvant im Herzogtum Lothringen und gehörte zur Bailliage Saint-Mihiel. Von 1766 bis zur Französischen Revolution lag die Gemeinde im Grand-gouvernement de Lorraine-et-Barrois. Maizey gehörte von 1793 bis 1801 zum District Saint-Mihiel und war Teil des Kantons Lacroix. Seit 1801 liegt die Gemeinde im Kanton Saint-Mihiel und ist dem Arrondissement Commercy zugeteilt. Im Ersten Weltkrieg wurde der Ort fast vollständig zerstört.

## Bevölkerungsentwicklung
Die Einwohnerentwicklung ist typisch für eine französische Landgemeinde. Normal ist die Entwicklung zwischen 1793 und 1836 mit einem starken Wachstum. Danach begann in der Gemeinde die Landflucht. Im Ersten Weltkrieg wurde der Ort vollständig zerstört. Daher lebte im November 1918 kein einziger der ehemals 266 Einwohner in der Gemeinde, da 110 der 115 Häuser total zerstört waren. Ein Teil der früheren Bewohner kehrte in den folgenden Jahren zurück. Zwischen 1926 und 1975 setzte sich die Abwanderung fort bis zum Tiefpunkt 1975. Vom Höchststand 1836 bis 1975 betrug die Abnahme 72,4 Prozent. 
| Jahr                       | 1962 | 1968 | 1975 | 1982 | 1990 | 1999 | 2006 | 2011 | 2019 |
| Einwohner                  | 175  | 157  | 150  | 185  | 179  | 175  | 185  | 176  | 165  |
| Quellen: Cassini und INSEE |      |      |      |      |      |      |      |      |      |

## Sehenswürdigkeiten
- Kirche Saint-Étienne aus dem Jahr 1925 (Wiederaufbau der zerstörten Dorfkirche)
- Kapelle Saint-Nicolas (auch Notre-Dame-des-Neiges genannt) am Friedhof aus dem 18. Jahrhundert
- Kapelle Sainte-Marie im Süden der Gemeinde; nach dem Ersten Weltkrieg wiederaufgebaut
- Denkmal für die Gefallenen[1]
- drei Wegkreuze (Croix au Loup bei Ste. Marie, Croix Marchal an der D964 und an der D101 nordwestlich des Dorfs)

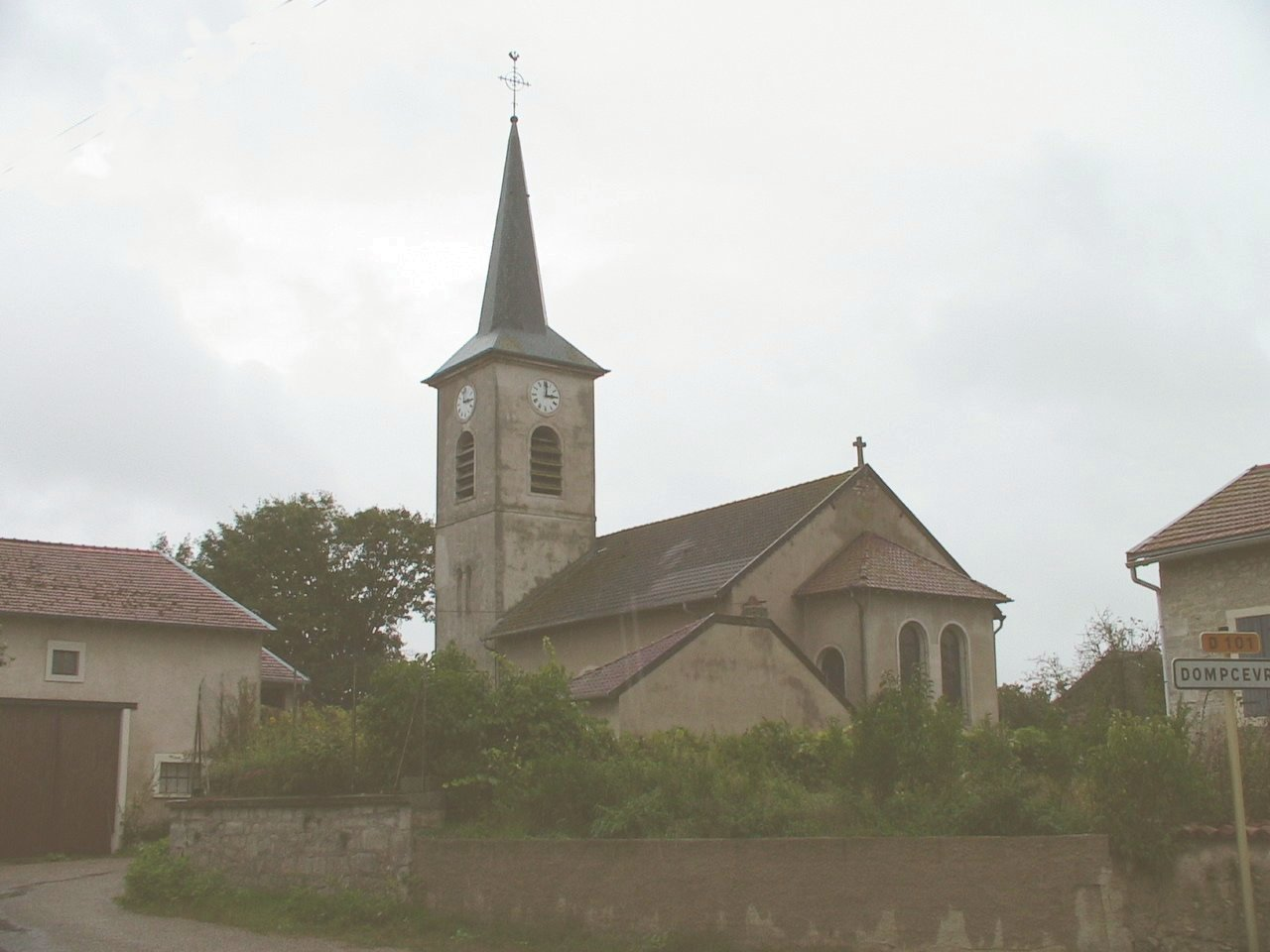
Kirche Saint-Étienne

## Verkehr
Die Gemeinde liegt an der D964. Diese und die D101 sind die wichtigsten regionalen Verkehrsverbindungen für die Gemeinde, welche weitab von Autobahnen liegt.
Bis zur Einstellung des Personenverkehrs führte die heute nur noch für Güterverkehr genutzte Bahnstrecke Lérouville–Pont-Maugis westlich der Gemeinde vorbei. Der nächste Halt war Dompcevrin in 500 Metern Entfernung. Zwar liegt ein Antrag auf Wiederaufnahme des Personenverkehrs beim zuständigen Ministerium in Paris vor. Doch ist dieser Antrag noch nicht entschieden. Nächstgelegene Bahnhöfe sind Lérouville und Commercy.